# Saint-Jean-du-Castillonnais
Pour les articles homonymes, voir Saint-Jean.
Saint-Jean-du-Castillonnais est une commune française située dans le département de l'Ariège, en région Occitanie. Sur le plan historique et culturel, la commune fait partie du Couserans, pays aux racines gasconnes structuré par le cours du Salat.
Exposée à un climat de montagne, elle est drainée par la Bouigane et par deux autres cours d'eau. Incluse dans le parc naturel régional des Pyrénées ariégeoises, la commune possède un patrimoine naturel remarquable composé de quatre zones naturelles d'intérêt écologique, faunistique et floristique.
Saint-Jean-du-Castillonnais est une commune rurale qui compte 28 habitants en 2022, après avoir connu un pic de population de 310 habitants en 1851. Elle fait partie de l'aire d'attraction de Saint-Girons. Ses habitants sont appelés les Saint-Jeantois ou Saint-Jeantoises.

## Géographie

### Localisation

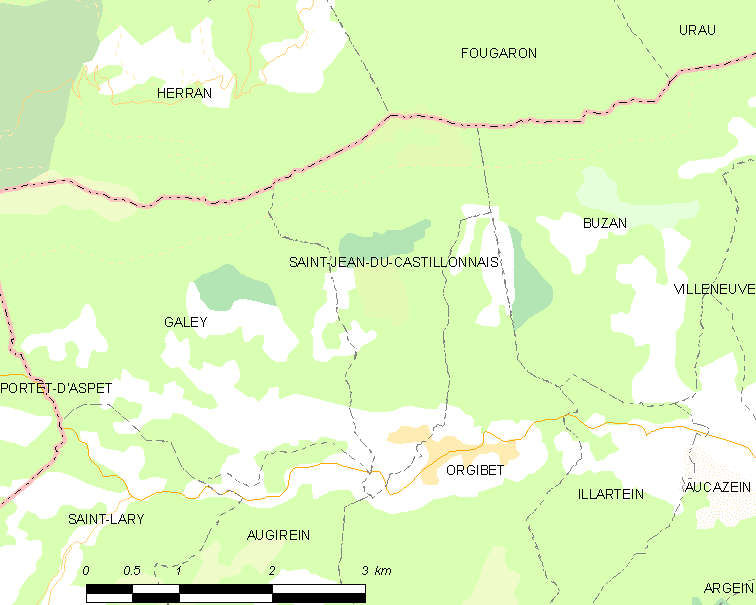
Carte de la commune de Saint-Jean-du-Castillonnais et de ses proches communes.

La commune de Saint-Jean-du-Castillonnais se trouve dans le département de l'Ariège, en région Occitanie.
Elle se situe à 55 km à vol d'oiseau de Foix, préfecture du département, et à 18 km de Saint-Girons, sous-préfecture.
Les communes les plus proches sont : 
Orgibet (0,5 km), Augirein (1,2 km), Galey (1,3 km), Buzan (2,7 km), Illartein (2,8 km), Saint-Lary (3,1 km), Aucazein (3,6 km), Villeneuve (4,1 km).
Sur le plan historique et culturel, Saint-Jean-du-Castillonnais fait partie du Couserans, pays aux racines gasconnes structuré par le cours du Salat (affluent de la Garonne), que rien ne prédisposait à rejoindre les anciennes dépendances du comté de Foix.
Saint-Jean-du-Castillonnais est limitrophe de six autres communes dont deux dans le département de la Haute-Garonne.
| Herran (Haute-Garonne) | Fougaron (Haute-Garonne)    | Buzan   |
| Galey                  | Saint-Jean-du-Castillonnais | Orgibet |
|                        | Augirein                    |         |

Commune des Pyrénées située dans le Castillonnais en Couserans à l'ouest de Saint-Girons. Elle fait partie du parc naturel régional des Pyrénées ariégeoises.
Elle est limitrophe du département de la Haute-Garonne.

### Géologie et relief
La commune est située dans les Pyrénées, une chaîne montagneuse jeune, érigée durant l'ère tertiaire (il y a 40 millions d'années environ), en même temps que les Alpes. Les terrains affleurants sur le territoire communal sont constitués de roches métamorphiques datant du Mésozoïque, anciennement appelé Ère secondaire, qui s'étend de −252,2 à −66,0 Ma. La structure détaillée des couches affleurantes est décrite dans la feuille « n°1073 - Aspect » de la carte géologique harmonisée au 1/50 000ème du département de l'Ariège, et sa notice associée.
La superficie cadastrale de la commune publiée par l’Insee, qui sert de références dans toutes les statistiques, est de 4,74 km2,. La superficie géographique, issue de la BD Topo, composante du Référentiel à grande échelle produit par l'IGN, est quant à elle de 4,76 km2. Son relief est particulièrement escarpé puisque la dénivelée maximale atteint 783 mètres. L'altitude du territoire varie entre 633 m et 1 416 m.
La superficie de la commune est de 474 hectares ; son altitude varie de 633  à   1 416 mètres.

### Hydrographie

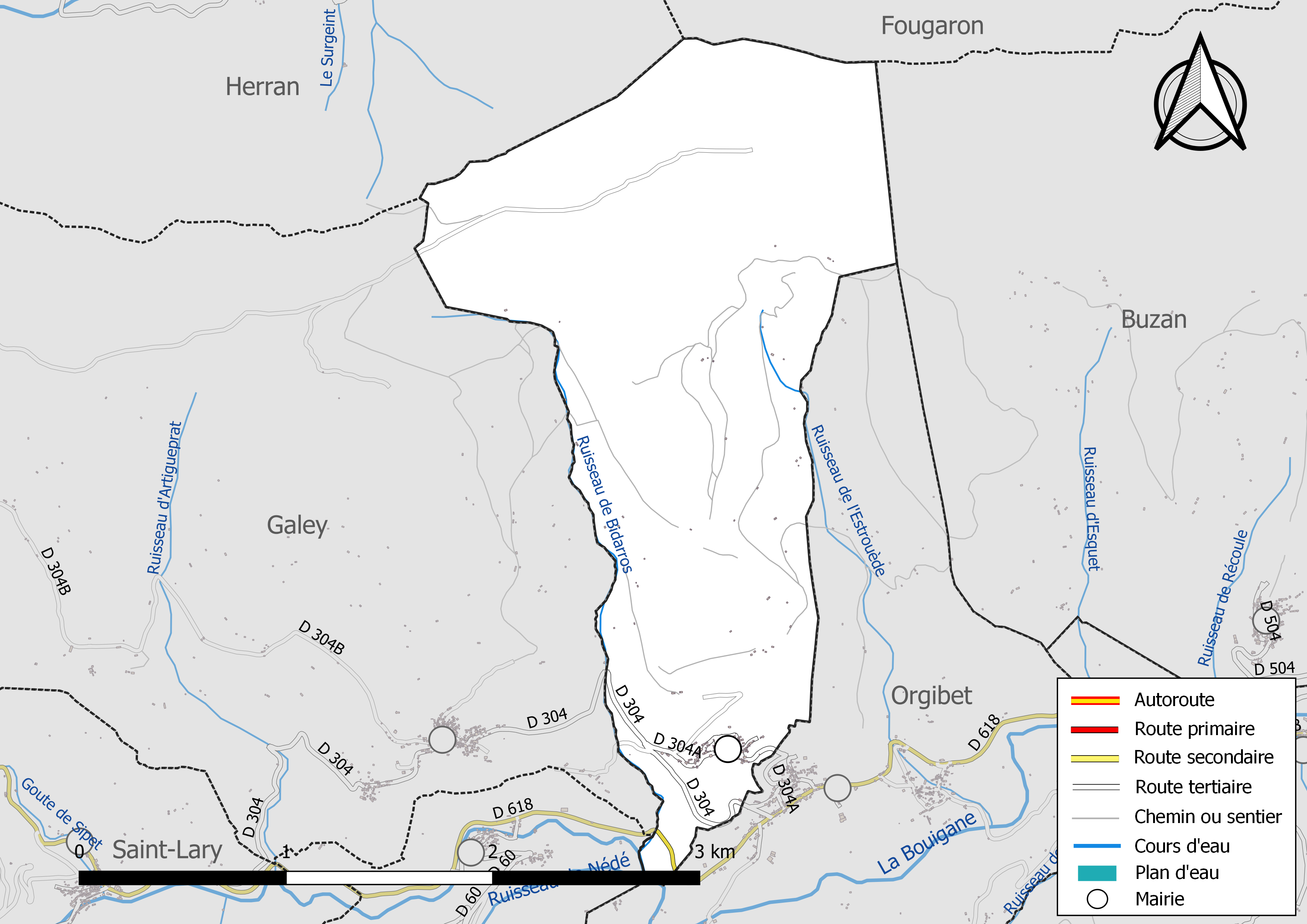
Réseaux hydrographique et routier de Saint-Jean-du-Castillonnais.

La commune est dans le bassin versant de la Garonne, au sein du bassin hydrographique Adour-Garonne. Elle est drainée par la Bouigane, le ruisseau de Bidarros et le ruisseau de l'Estrouède, constituant un réseau hydrographique de 2 km de longueur totale,.
La Bouigane, d'une longueur totale de 24,2 km, prend sa source dans la commune de Saint-Lary et s'écoule du sud vers le nord puis d'ouest en est. Elle traverse la commune et se jette dans le Lez à Audressein, après avoir traversé 8 communes.

### Climat
Pour des articles plus généraux, voir Climat de l'Occitanie et Climat de l'Ariège.
En 2010, le climat de la commune est de type climat des marges montargnardes, selon une étude s'appuyant sur une série de données couvrant la période 1971-2000. En 2020, Météo-France publie une typologie des climats de la France métropolitaine dans laquelle la commune est exposée à un climat de montagne et est dans la région climatique Pyrénées centrales, caractérisée par une pluviométrie annuelle de 1 000 à 1 200 mm.
Pour la période 1971-2000, la température annuelle moyenne est de 10,5 °C, avec  une amplitude thermique annuelle de 14,9 °C. Le cumul annuel moyen de précipitations est de 1 088 mm, avec 9,6 jours de précipitations en janvier et 7,8 jours en juillet. Pour la période 1991-2020 la température moyenne annuelle observée sur la station météorologique la plus proche, située sur la commune d'Augirein à 1 km à vol d'oiseau, est de 11,7 °C et le cumul annuel moyen de précipitations est de 1 257,9 mm,. Pour l'avenir, les paramètres climatiques de la commune estimés pour 2050 selon différents scénarios d’émission de gaz à effet de serre sont consultables sur un site dédié publié par Météo-France en novembre 2022.

### Milieux naturels et biodiversité

#### Espaces protégés
La protection réglementaire est le mode d’intervention le plus fort pour préserver des espaces naturels remarquables et leur biodiversité associée,.
La commune fait partie du parc naturel régional des Pyrénées ariégeoises, créé en 2009 et d'une superficie de 245 973 ha, qui s'étend sur 138 communes du département. Ce territoire unit les plus hauts sommets aux frontières de l’Andorre et de l’Espagne (la Pique d'Estats, le mont Valier, etc) et les plus hautes vallées des avants-monts, jusqu’aux plissements du Plantaurel.

#### Zones naturelles d'intérêt écologique, faunistique et floristique
L’inventaire des zones naturelles d'intérêt écologique, faunistique et floristique (ZNIEFF) a pour objectif de réaliser une couverture des zones les plus intéressantes sur le plan écologique, essentiellement dans la perspective d’améliorer la connaissance du patrimoine naturel national et de fournir aux différents décideurs un outil d’aide à la prise en compte de l’environnement dans l’aménagement du territoire.
Trois ZNIEFF de type 1 sont recensées sur la commune :
- les « massifs d'Arbas, Paloumère et Cornudère » (3 917 ha), couvrant 22 communes dont 4 dans l'Ariège et 18 dans la Haute-Garonne[27] ;
- le « réseau hydrographique de la Bouigane en aval de Saint-Lary » (114 ha), couvrant 14 communes dont 13 dans l'Ariège et 1 dans la Haute-Garonne[28],
- la « soulane de Balaguères au Char de Liqué » (5 178 ha), couvrant 13 communes du département[29] ;

et une ZNIEFF de type 2, : 
le « massif d'Arbas » (27 233 ha), couvrant 90 communes dont 48 dans l'Ariège et 42 dans la Haute-Garonne.

Carte des ZNIEFF de type 1 et 2 à Saint-Jean-du-Castillonnais.
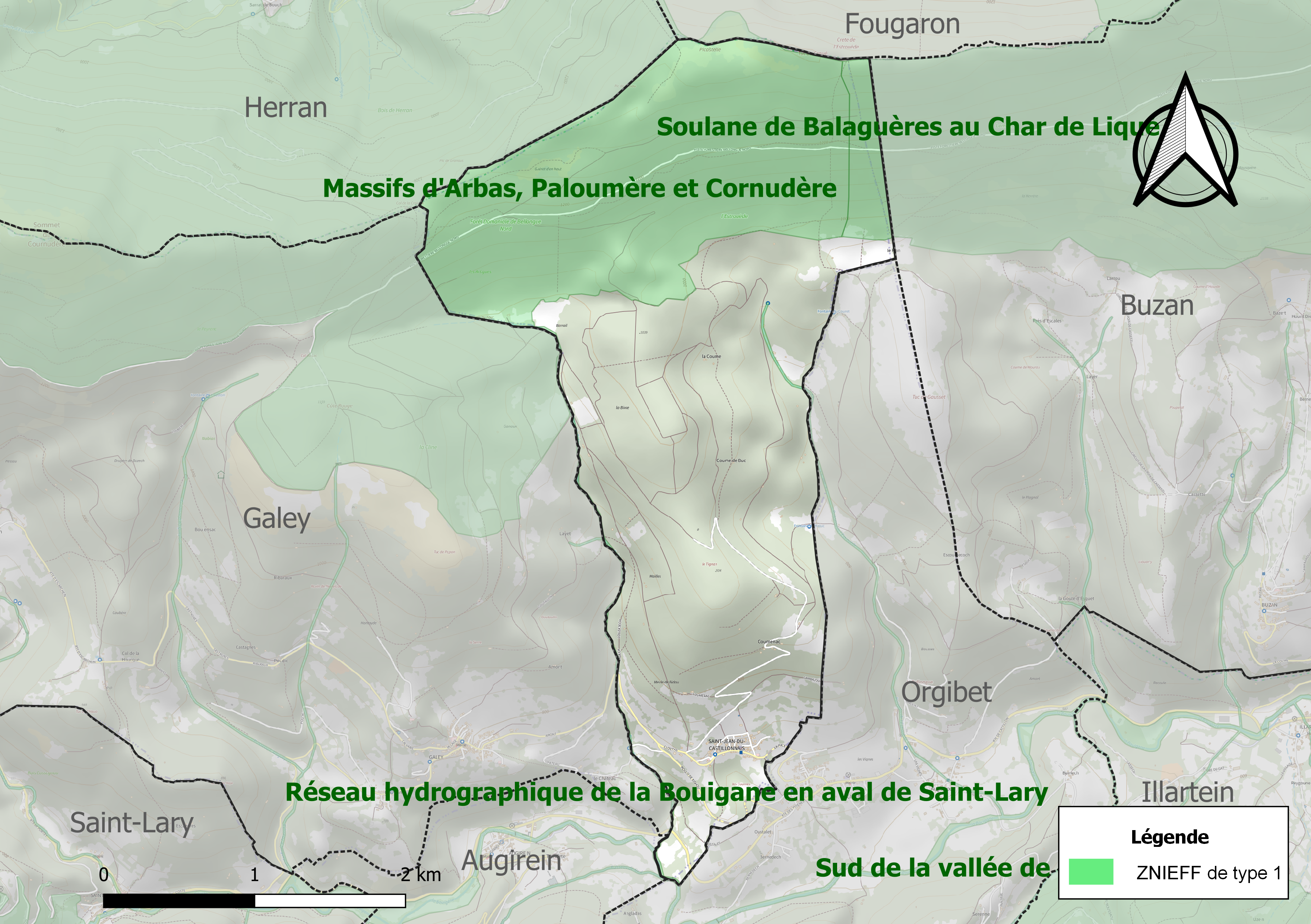
Carte des ZNIEFF de type 1 sur la commune.
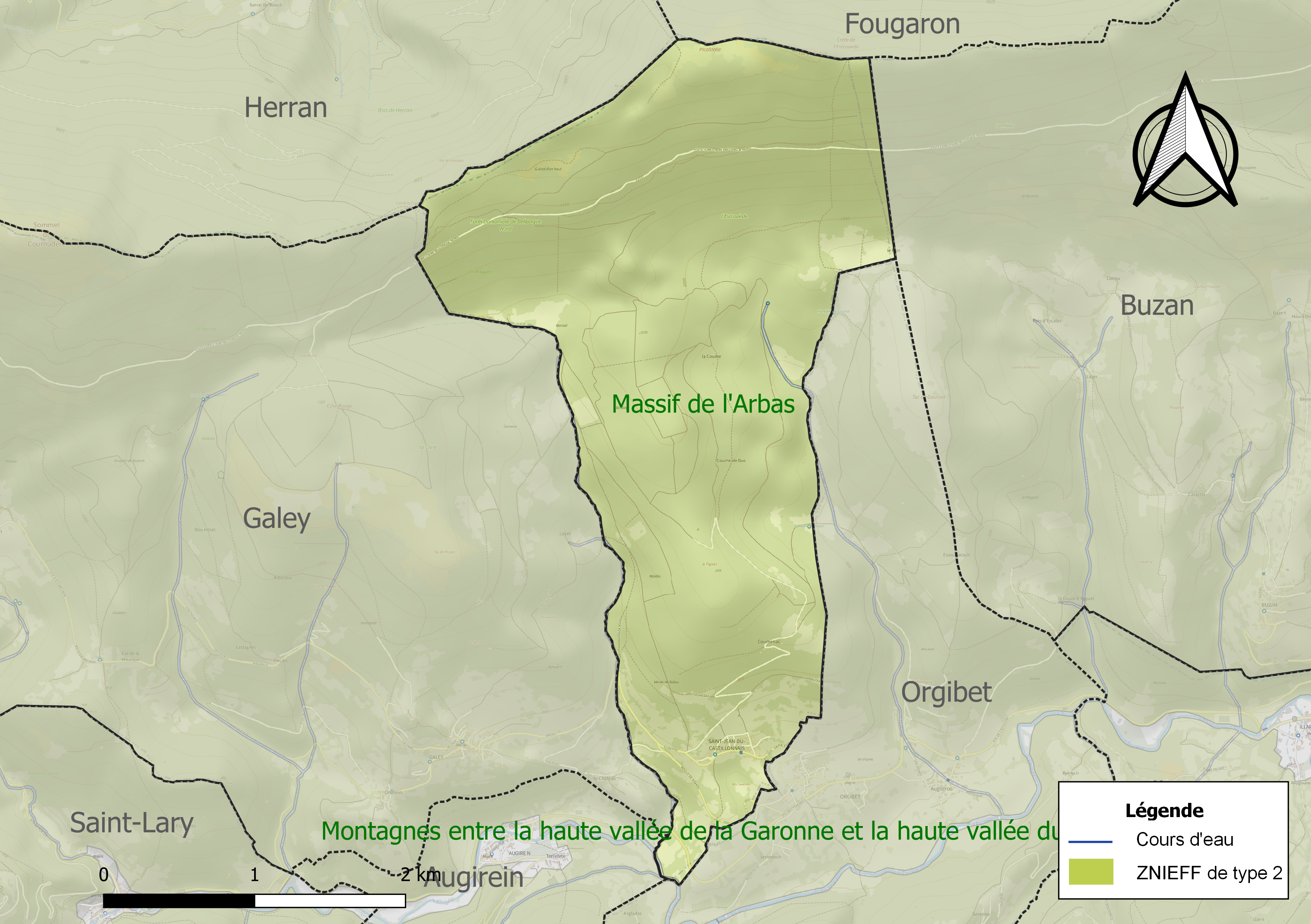
Carte de la ZNIEFF de type 2 sur la commune.

## Urbanisme

### Typologie
Au 1er janvier 2024, Saint-Jean-du-Castillonnais est catégorisée commune rurale à habitat dispersé, selon la nouvelle grille communale de densité à 7 niveaux définie par l'Insee en 2022.
Elle est située hors unité urbaine. Par ailleurs la commune fait partie de l'aire d'attraction de Saint-Girons, dont elle est une commune de la couronne,. Cette aire, qui regroupe 70 communes, est catégorisée dans les aires de moins de 50 000 habitants,.

### Occupation des sols
L'occupation des sols de la commune, telle qu'elle ressort de la base de données européenne d’occupation biophysique des sols Corine Land Cover (CLC), est marquée par l'importance des forêts et milieux semi-naturels (87,8 % en 2018), une proportion identique à celle de 1990 (87,8 %). La répartition détaillée en 2018 est la suivante : 
forêts (87,8 %), prairies (10,7 %), zones urbanisées (1,5 %). L'évolution de l’occupation des sols de la commune et de ses infrastructures peut être observée sur les différentes représentations cartographiques du territoire : la carte de Cassini (XVIIIe siècle), la carte d'état-major (1820-1866) et les cartes ou photos aériennes de l'IGN pour la période actuelle (1950 à aujourd'hui).

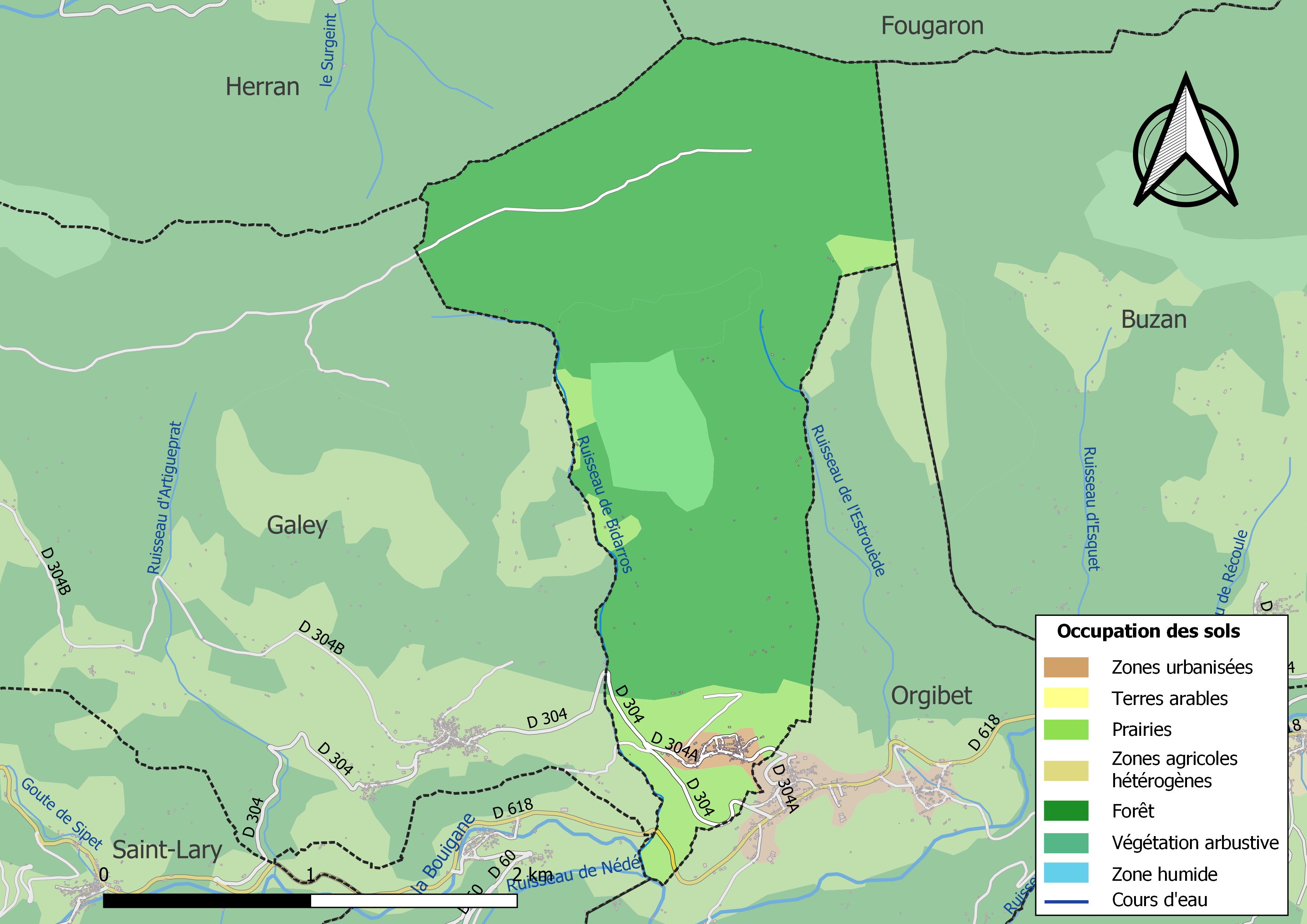
Carte des infrastructures et de l'occupation des sols de la commune en 2018 (CLC).

### Habitat et logement
En 2018, le nombre total de logements dans la commune était de 56, alors qu'il était de 53 en 2013 et de 54 en 2008.
Parmi ces logements, 21,4 % étaient des résidences principales, 66,1 % des résidences secondaires et 12,5 % des logements vacants. Ces logements étaient pour 100 % d'entre eux des maisons individuelles et pour 0 % des appartements.
Le tableau ci-dessous présente la typologie des logements à Saint-Jean-du-Castillonnais en 2018 en comparaison avec celle de l'Ariège et de la France entière. Une caractéristique marquante du parc de logements est ainsi une proportion de résidences secondaires et logements occasionnels (66,1 %) supérieure à celle du département (24,6 %) et à celle de la France entière (9,7 %). Concernant le statut d'occupation de ces logements, 66,7 % des habitants de la commune sont propriétaires de leur logement (78,6 % en 2013), contre 66,3 % pour l'Ariège et 57,5 % pour la France entière.
| Typologie                                               | Saint-Jean-du-Castillonnais | Ariège | France entière |
| ------------------------------------------------------- | --------------------------- | ------ | -------------- |
| Résidences principales (en %)                           | 21,4                        | 65,7   | 82,1           |
| Résidences secondaires et logements occasionnels (en %) | 66,1                        | 24,6   | 9,7            |
| Logements vacants (en %)                                | 12,5                        | 9,7    | 8,2            |

### Voies de communication et transports
Accès avec la route départementale D 618.

### Risques majeurs

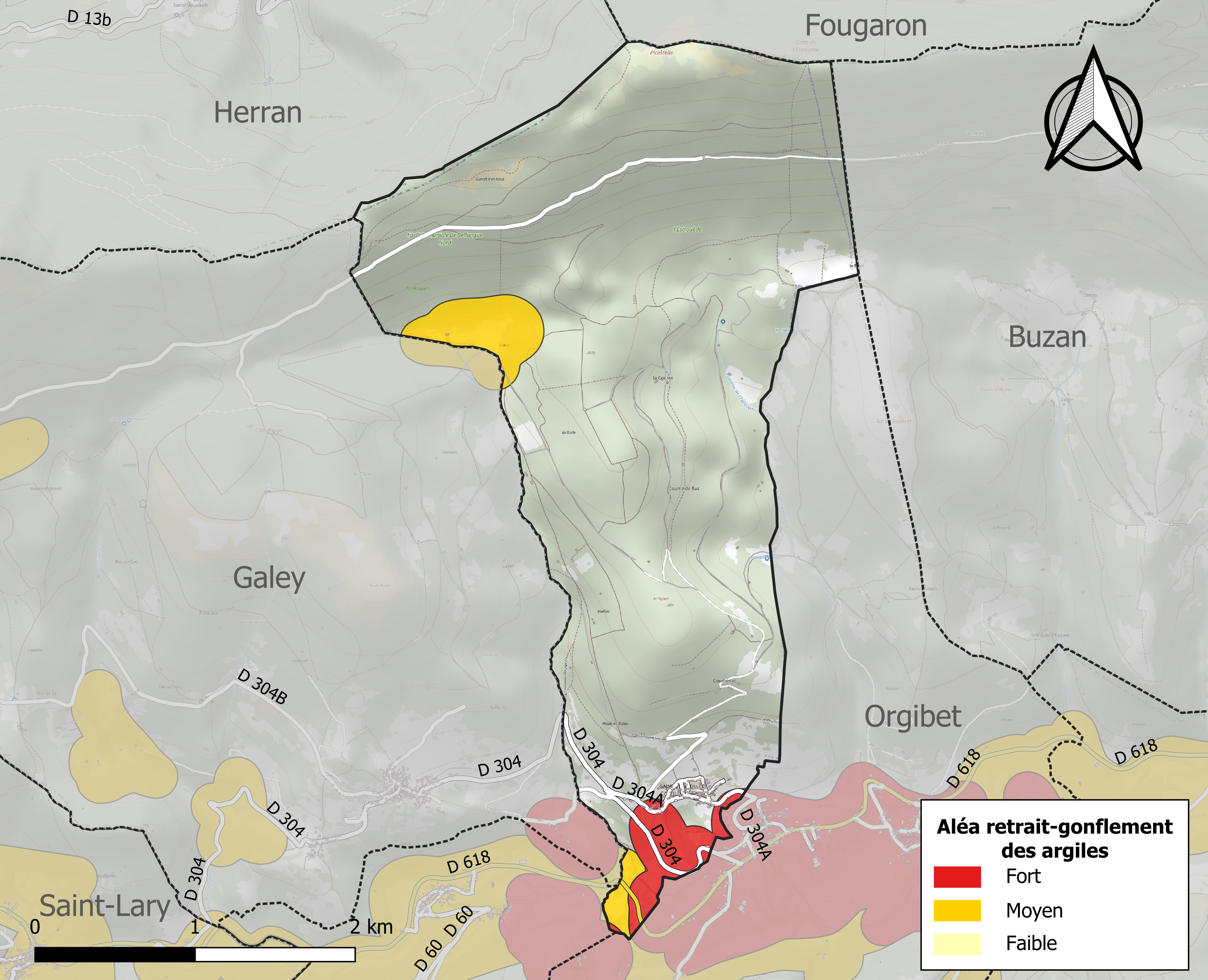
Zonage de l'aléa retrait-gonflement des argiles sur la commune de Saint-Jean-du-Castillonnais.

Le territoire de la commune de Saint-Jean-du-Castillonnais est vulnérable à différents aléas naturels : inondations, climatiques (grand froid ou canicule), feux de forêts, mouvements de terrains, avalanche  et séisme (sismicité modérée),.
Certaines parties du territoire communal sont susceptibles d’être affectées par le risque d’inondation par crue torrentielle d'un cours d'eau, ou ruissellement d'un versant.
Les mouvements de terrains susceptibles de se produire sur la commune sont soit des chutes de blocs, soit des glissements de terrains, soit des effondrements liés à des cavités souterraines, soit des mouvements liés au retrait-gonflement des argiles. Près de 50 % de la superficie du département est concernée par l'aléa retrait-gonflement des argiles, dont la commune de Saint-Jean-du-Castillonnais. L'inventaire national des cavités souterraines permet par ailleurs de localiser celles situées sur la commune.

## Toponymie
La commune devait probablement s'appeler autrefois Saint-Jean d'Orgibet.

## Histoire
En 1389, Jean I du Pac, rend hommage au roi dans le château de Castillon-en-Couserans pour la seigneurie de Saint Jean. En 1456, son petit-fils Jean II du Pac rend hommage au roi au même endroit. Ils sont également seigneurs d'Audressein, de La Salle (Sentein), de Cens (Bonnac), de Balacet, et de Portet en Vallongue (Portet-d'Aspet.

### Légendes
La légende de Jeanne de Moraze et de Jean le Fort se déroule au château de Saint-Jean d'Orgibet.

## Politique et administration

### Découpage territorial
La commune de Saint-Jean-du-Castillonnais est membre de la communauté de communes Couserans-Pyrénées, un établissement public de coopération intercommunale (EPCI) à fiscalité propre créé le 18 novembre 2016 dont le siège est à Saint-Lizier. Ce dernier est par ailleurs membre d'autres groupements intercommunaux.
Sur le plan administratif, elle est rattachée à l'arrondissement de Saint-Girons, au département de l'Ariège, en tant que circonscription administrative de l'État, et à la région Occitanie.
Sur le plan électoral, elle dépend du canton du Couserans Ouest pour l'élection des conseillers départementaux, depuis le redécoupage cantonal de 2014 entré en vigueur en 2015, et de la première circonscription de l'Ariège  pour les élections législatives, depuis le redécoupage électoral de 1986.

### Administration municipale
Le nombre d'habitants au recensement de 2011 étant compris entre 0 et 99, le nombre de membres du conseil municipal pour l'élection de 2014 est de sept,.

### Liste des maires
| Période                                  | Période   | Identité                  | Étiquette | Qualité                    |
| ---------------------------------------- | --------- | ------------------------- | --------- | -------------------------- |
| avant 1995                               | 2014      | Robert Sablayrolles       |           | Universitaire              |
| 2014                                     | mai 2020  | Gérard Tougne             | SE        | Retraité de l'enseignement |
| mai 2020                                 | août 2024 | Philippe Martin-Lempereur |           |                            |
| 2024                                     | En cours  | Marion Sablayrolles       |           |                            |
| Les données manquantes sont à compléter. |           |                           |           |                            |

Le 29 avril 2018, la commune a voté pour le projet de fusion avec les 
communes limitrophes d'Orgibet, Buzan et Illartein.

## Population et société

### Démographie
L'évolution du nombre d'habitants est connue à travers les recensements de la population effectués dans la commune depuis 1793. Pour les communes de moins de 10 000 habitants, une enquête de recensement portant sur toute la population est réalisée tous les cinq ans, les populations de référence des années intermédiaires étant quant à elles estimées par interpolation ou extrapolation. Pour la commune, le premier recensement exhaustif entrant dans le cadre du nouveau dispositif a été réalisé en 2008.

En 2022, la commune comptait 28 habitants, en évolution de +16,67 % par rapport à 2016 (Ariège : +1,48 %, France hors Mayotte : +2,11 %).
| 1793 | 1800 | 1806 | 1821 | 1831 | 1836 | 1841 | 1846 | 1851 |
| ---- | ---- | ---- | ---- | ---- | ---- | ---- | ---- | ---- |
| 190  | 104  | 175  | 195  | 218  | 229  | 277  | 259  | 310  |

| 1856 | 1861 | 1866 | 1872 | 1876 | 1881 | 1886 | 1891 | 1896 |
| ---- | ---- | ---- | ---- | ---- | ---- | ---- | ---- | ---- |
| 247  | 223  | 217  | 214  | 210  | 191  | 201  | 191  | 207  |

| 1901 | 1906 | 1911 | 1921 | 1926 | 1931 | 1936 | 1946 | 1954 |
| ---- | ---- | ---- | ---- | ---- | ---- | ---- | ---- | ---- |
| 196  | 163  | 153  | 114  | 97   | 95   | 59   | 56   | 50   |

| 1962 | 1968 | 1975 | 1982 | 1990 | 1999 | 2006 | 2008 | 2013 |
| ---- | ---- | ---- | ---- | ---- | ---- | ---- | ---- | ---- |
| 36   | 31   | 46   | 33   | 20   | 22   | 25   | 26   | 25   |

| 2018 | 2022 | - | - | - | - | - | - | - |
| ---- | ---- | - | - | - | - | - | - | - |
| 22   | 28   | - | - | - | - | - | - | - |

### Enseignement
Saint-Jean-du-Castillonnais fait partie de l'académie de Toulouse.

### Activités sportives
Chasse, randonnée pédestre.

## Économie

### Emploi
| Division       | 2008  | 2013   | 2018   |
| -------------- | ----- | ------ | ------ |
| Commune        | 6,3 % | 5,9 %  | 7,1 %  |
| Département    | 8,9 % | 11,1 % | 11,2 % |
| France entière | 8,3 % | 10 %   | 10 %   |

En 2018, la population âgée de 15 à 64 ans s'élève à 14 personnes, parmi lesquelles on compte 92,9 % d'actifs (85,7 % ayant un emploi et 7,1 % de chômeurs) et 7,1 % d'inactifs,. Depuis 2008, le taux de chômage communal (au sens du recensement) des 15-64 ans est inférieur à celui de la France et du département.
La commune fait partie de la couronne de l'aire d'attraction de Saint-Girons, du fait qu'au moins 15 % des actifs travaillent dans le pôle,. Elle compte 3 emplois en 2018, contre 3 en 2013 et 6 en 2008. Le nombre d'actifs ayant un emploi résidant dans la commune est de 13, soit un indicateur de concentration d'emploi de 23,3 % et un taux d'activité parmi les 15 ans ou plus de 77,8 %.
Sur ces 13 actifs de 15 ans ou plus ayant un emploi, 1 travaillent dans la commune, soit 8 % des habitants. Pour se rendre au travail, 76,9 % des habitants utilisent un véhicule personnel ou de fonction à quatre roues, 15,4 % les transports en commun, 7,7 % s'y rendent en deux-roues, à vélo ou à pied.

### Activités hors agriculture
3 établissements sont implantés  à Saint-Jean-du-Castillonnais au 31 décembre 2019.
Le secteur des activités spécialisées, scientifiques et techniques et des activités de services administratifs et de soutien est prépondérant sur la commune puisqu'il représente 66,7 % du nombre total d'établissements de la commune (2 sur les 3 entreprises implantées  à Saint-Jean-du-Castillonnais), contre 13,2 % au niveau départemental.
Aucune exploitation agricole ayant son siège dans la commune n'est recensée lors du recensement agricole de 2010 (un en 1988).

## Culture locale et patrimoine

### Lieux et bâtiments
- Église Saint-Jean-Baptiste.
- Chapelle Sainte-Geneviève.

### Personnalités liées à la commune
- Robert Sablayrolles : archéologue et épigraphiste, professeur émérite d'histoire et archéologie romaines, université Toulouse II.